# スーパーマリオワールド
『スーパーマリオワールド』（SUPER MARIO WORLD）は、任天堂から1990年11月21日に発売されたスーパーファミコン用アクションゲーム。『F-ZERO』と並ぶ、スーパーファミコンのローンチタイトルの1つ。キャッチコピーは「そして舞台は恐竜ランドへ。」。アメリカでは1991年8月18日に、ヨーロッパでは1992年4月11日に発売。
スーパーマリオブラザーズシリーズの4作目にあたり、日本版ではパッケージのタイトルロゴに副題として「SUPER MARIO BROS. 4」の名が併記されていたが、のちに公式サイト上では削除された。北米版では副題はつけられていない。
日本国外では、『スーパーマリオコレクション』に加えて本作も同時収録した限定版ソフトSuper Mario All-Stars + Super Mario Worldを本体に同梱したMario Setが発売された。
2001年12月14日にはゲームボーイアドバンス（GBA）向けの移植作『スーパーマリオアドバンス2』が発売。また、バーチャルコンソールとして2006年12月2日にはWii向けに、2013年4月27日にはWii U向けに、2016年3月4日にはNewニンテンドー3DS向けに配信が開始されたほか、2017年10月5日発売のスーパーファミコン復刻版『ニンテンドークラシックミニ スーパーファミコン』、2019年9月6日配信開始の『スーパーファミコン Nintendo Classics』（Nintendo Switchのオンラインサービス特典ソフト）に収録されている。

## ストーリー
マリオとルイージは、バカンスを楽しむためにピーチ姫と一緒にはるか南の島国「恐竜ランド」のヨースター島を訪れた。しかし、島に到着するやいなやピーチ姫が姿を消してしまう。必死に探すマリオとルイージだが、見つかったのは島のはずれにあった卵だけ。中からはヨッシーと名乗る奇妙なドラゴンが現れた。彼の話によると亀の姿をしたバケモノにより仲間のヨッシーがさらわれてしまったという。
ヨッシーの頼みを受け、囚われたヨッシーの仲間たちとピーチ姫を取り戻すべく、マリオたちは謎に満ちた恐竜ランドを舞台に新たな冒険を繰り広げるのであった。

## システム
この節では特記事項が無い限り、オリジナル版（スーパーファミコン版）のシステムについて触れる。

### アクション
今作のマリオとルイージのジャンプ方法は、普通のジャンプのほか、ドリル状に回転しながらジャンプする「スピンジャンプ」がある。このスピンジャンプにより、通常踏むことのできない敵に対してもダメージを受けずに踏む（踏み続ける）ことができるほか、通常のマリオ（ルイージ）状態以外のときにスピンジャンプをすると足元の「クルクルブロック」（叩くと回転するブロック）を破壊することができる。ただし、ジャンプの高さは通常のジャンプに劣る。
ダッシュ時に1マス分の隙間を駆け抜ける際には1回飛び越えると失速するため、過去作のように2個以上の隙間を連続で駆け抜けることはできなくなっている。
前作『スーパーマリオブラザーズ3』同様、甲羅など物を持つことができる。今回は持ったものを上に投げたり、投げずに地面に置いたりすることもできる上、XとYボタンを駆使すれば2つのものを同時に持つことが可能（甲羅とブルブルブロックのように、ぶつかると消える組み合わせは不可）。また今作では水中で物を持つことができるようになった。水中で物を持つと浮力が発生し、ジャンプボタンを押さずに十字キーで泳ぐことができる。物を持って土管に入ると敵はずっと気絶状態となり、ノコノコは中身が空となり、ボム兵は自爆しなくなり、ブルブルブロックは消滅しなくなる。
アクション画面の上部中央の枠にはパワーアップアイテムを1つだけストックすることができる。通常のマリオ（ルイージ）状態以外の時に新たなパワーアップアイテムを取ると、それまで使っていたアイテムが枠にストックされ、ダメージを受けると枠内のアイテムが自動的に降ってくる仕組みになっている。また、既にアイテムをストックしている状態で別のアイテムを取得するとストックが上書きされ、新たに入手したアイテムの方がストックされる。また、ダメージを受けなくても、SELECTボタンを押せばいつでも枠内のアイテムを取り出し、現在のアイテムと入れ替えることができる。ただし取り損ねたり、取る前にミスするとそのまま失うことになる。

#### ヨッシー
本作では恐竜の「ヨッシー」が初登場した。特定のブロックを叩くと卵が出現し、すぐに割れて出現する。出現したヨッシーに騎乗して進むことができる。途中で降りることもできる。ただし、お化け屋敷・砦・城では同伴できない。
騎乗状態で敵を踏みつけた時はスピンジャンプと同様の効果となる。騎乗状態でブラックパックンの上に乗ったときはダメージを受けることなくそのまま移動できる。
長い舌を出して敵キャラクターやアイテムを口に含むことができる。果物を食べたり敵キャラクターを飲み込んで倒したりするとコインが1枚増える。飲み込んだものが甲羅やアイテムの場合は一定時間ヨッシーの口の中に保持され、しばらくすると飲み込むが、飲み込む前に吐き出すこともできる。ただし1UPキノコやスーパーキノコなどのパワーアップアイテムを飲み込んだ場合、通常と同様にマリオ（ルイージ）に対して効力を発揮し、コイン枚数には計上されない。
赤・青・黄の甲羅を口に含んでいる時は、甲羅の色によりそれぞれ次の特殊能力が備わる。
- 赤 - 吐き出すことで、正面と前方斜め上下の3方向にファイアを放つ。ファイアに当たった敵はコインに変わる。
- 青 - ジャンプボタンを押し続けることで空を飛べる。
- 黄 - ジャンプ後に着地した際に、衝撃で周囲の敵を倒せる。

なお、黄が変化して出現する「無敵ノコノコ」の甲羅を口に含むと、上記3種類の能力を全て同時に使用できる。
騎乗時にダメージを受けるとヨッシーはマリオから逃げていくが、追いかけて再度騎乗することができる。ジャンプ中にヨッシーから降りることで、2段ジャンプも可能。
通常の緑色のヨッシーのほか、赤・黄・青色をした「伝説のヨッシー」といわれるヨッシーも存在する。伝説のヨッシーは子供の状態で出現し、抱きかかえて持ち歩くことができる。この状態で敵キャラクターに正面から接触し、5体の敵、もしくはアイテムを1個を食べさせると成体になる。これらのヨッシーに騎乗している時は、どの色の甲羅を口に含んでも、ヨッシーの身体の色と同色の甲羅の効果が重複して現れる。例えば青ヨッシーが赤い甲羅を口に含んでも空を飛ぶことが可能で、かつ吐き出すとファイアになる。

### 2人プレイ
2人プレイ時には過去シリーズと同様に1Pがマリオ、2Pがルイージとなり、交代しながらゲームを進める。今作では、片方のプレイヤーがミスした時やコースクリアした時に加えて、一度クリアしたコースでポーズをして途中で抜け出した時でも交代になる。
今作ではマップのシステムが変更されたため、一方があるワールドを攻略している間にもう一方が別のワールドを攻略していくことも可能となった。また、コントローラーを本体に1つだけ接続している場合、同じコントローラーでマリオとルイージを交互に操作することができる。
操作するキャラクターの残り人数が0になるとゲームオーバーとなる。
今作ではマップ画面でマリオとルイージの間で残り人数の受け渡しが可能となった。一方がゲームオーバーした際にも、もう一方から受け取ることで復帰できる。
なお、前作にあったバトルゲームは廃止された。

### セーブ機能
今作ではバッテリーバックアップ機能が搭載されており、進行状況をセーブできる。セーブはお化け屋敷・スイッチの宮殿・城・砦・ラムネ海溝の沈没船をクリアしたときに行うことができる。ただし、マリオの状態や残り人数などは記録されず、再開する場合は必ず残り人数5人、通常のマリオ（ルイージ）、得点・コイン枚数ゼロの状態からスタートする。

## アイテム

### 変身アイテム
スーパーキノコ
取るとスーパーマリオ（ルイージ）になる。スピンジャンプでクルクルブロックを壊せるようになる。ダメージを受けると通常のマリオ（ルイージ）状態に戻る。これをファイアマリオ（ルイージ）やマントマリオ（ルイージ）の時に取るとそのままアイテムストックに送られるが、アイテムストックにファイアフラワーやマント羽根が既に入っていると上書きされる。
ファイアフラワー
取るとファイアマリオ（ルイージ）になる。ファイアボールを前方に投げて敵を攻撃できる。今作ではファイアボールが当たった敵はコインに変わるようになっており、そのコインを取ることでコイン枚数が増える。スピンジャンプをすると自動的にファイアボールを前後に撒き散らす。
マント羽根
取るとマントマリオ（ルイージ）になる。ダッシュして飛ぶと両手を広げて斜め前方へ上昇飛行し、上昇の頂点に達した際に方向キーの前方を押し続けると急降下する。滑空中に進行方向と反対側に方向キーの横を入力するとムササビのようにマントを広げて再び上昇し、これをテンポよく繰り返すことで長時間滑空し続ける事が可能。飛行中に急降下して地面に激突すると地震を起こし、近くにいる地上の敵を一気に倒せる。飛行中に敵にぶつかっても飛行がキャンセルされるだけでダメージは受けない。また、滑空していない状態でマントを振ることで敵への攻撃や仕掛けの作動にも使用可能。スピンジャンプをするとマントを振った状態になり、マントの攻撃判定が現れる。
パワーバルーン
表面に「P」と書かれた風船。取ると一定時間体が風船状に膨らんで宙に浮く。膨らんだ状態でゴールをするとアイテムが出現する。ダメージを受けたり変身アイテムを取って変身したりすると効果がなくなる。なお、ストックはできない。スピンジャンプをして取ると膨らんだ状態でもスピンジャンプの効果が持続する。ヨッシーに乗っている時に取ると、勝手にヨッシーから降りてしまう。
ヨッシーのタマゴ
中からヨッシーが現れる。既にヨッシーを連れている時は、代わりに1UPキノコが現れる。
ヨッシーの翼
ヨッシーに乗っている時に取るとヨッシーが青ヨッシーになり、ボーナスステージへ自動的にワープする。ボーナスステージ上では口に物を含んでいなくても空を飛ぶことができ、谷底に落下するとその時点でコースクリアとなる。落下時にヨッシーに乗っていれば、コースクリア以降も青ヨッシーのままである。ヨッシーに乗っていないときは出現しても入手できない。

### 手に持てるアイテム
下記のものは水中面で持つと浮くことができ、泳ぐ速度が若干上がる。カギとチビヨッシーは持ったままゴールすると、マリオの状態に関係なく1UPキノコに変化する。
Pスイッチ
前作と色が同じで機能も似ている青色のもののほか、今作では銀色のものも登場している。青色のものは踏むとコインが「プンプンブロック」（茶色のブロック）に、プンプンブロックがコインに変化するほか、隠しコインや扉や隠しハテナブロック（この場合のハテナブロックは叩けば必ずコインが出てくるが、隠しハテナブロックを叩いた後のコインを取らず効果が消えたら、プンプンブロックに変わる。）が出現する。銀色のものを踏むと一部の敵キャラクターが銀コインに変わる。この銀コインは取るごとに得点が上がり8枚目は1UP、9枚目は2UP、10枚目以降は全て3UPとなる。青色・銀色ともに、踏んでから一定時間が経過すると効果が消える。
前作では持ち運ぶことができなかったが、今作では持ち運べるようになった。
ジャンプ台
上に乗って高くジャンプできる。外観や機能は『1』『2』のジャンプ台に準じるが、今作では持ち運べるようになった。
カギ
鍵穴に差し込むと通常のゴール時とは別の道が開ける。ヨッシーと一緒に入る時はカギを口に含んで鍵穴に重なれば入れる。通常のゴールではなくカギを使って鍵穴からゴールしないと先に進めないステージもある。
チビヨッシー
スターロードにいるヨッシーの幼体。敵を5匹またはアイテムを1つ食べると成体となり、普通のヨッシーのように騎乗できる。
ノコノコの甲羅
ノコノコの甲羅。今作ではノコノコを踏みつけると甲羅から本体が飛び出し、甲羅がその場に残るようになった。甲羅だけ置いてある場合もある。
なお、置かれている甲羅に甲羅のないノコノコが入った場合、そのノコノコが甲羅を背負って動き出す。
ブルブルブロック
ノコノコの甲羅と同じように扱えるが、壁にぶつかると砕ける。持ったまま放っておくと点滅して消える。

### 木の実
ヨッシーが一定個数食べることにより特定の効果が現れる。ヨッシーの口元にある場合はボタンを押さなくても自動的に食べる。いずれもコイン扱い。
赤い木の実
10個食べるとスーパーキノコを出す。
ピンクの木の実
2個食べると小さな雲を出す。その雲が放出するニコニコマークのコインを全て取れば最後に1UPキノコが手に入る。
緑の木の実
スペシャルゾーンの最終面にのみ登場。食べると残りタイムが20増える。なお、タイムが100を切った後に食べて100以上に戻った場合でもBGMのテンポは戻らず、その状態で再び100を切ると、BGMのテンポがさらに速くなる。日本国外版では設置量が多い。

### その他
コイン
100枚集めると残り人数が1人増える。今作では姿が見えているものは0点、ブロックを叩いて出現したものは10点となる。
コントロールコイン
特定のブロックをたたくことで出現する特殊なコイン。叩くと同時に数珠のように連なりながら延々と伸びていく。制限時間内に十字キーを使って伸びる方向を操作することができ、時間切れになったり、壁や既に出現したコインとぶつかると止まる。
出現したコインを取ることも可能だが、付近にあるPスイッチと併用してブロックに変え足場として利用することが多い。
ドラゴンコイン
ヨッシーの絵が描かれたコイン。基本的に各コースに5枚存在し（無いコースや6枚以上存在するコースもある）、1コースの中で5枚取れば残り人数が1人増える（1 - 4枚目は得点加算）。6枚以上ある場合、6枚目以降は取るたびに1UP。通常のコインと同じく1コインとしてもカウントされる。
スーパースター
取ると一定時間無敵状態となり、触れるだけでほとんどの敵を倒せる。8匹目以降は1UP（ハナチャンのみ9匹目以降は2UP）。なお、ストックはできない。
1UPキノコ
取ると残り人数が1人増える。
3UPムーン
取ると残り人数が3人増える。ごく限られた場所に置かれている。

## 仕掛け・トラップ
クルクルブロック
下から叩くと一定時間回転し、すり抜けることができる。通常のマリオ（ルイージ）以外の時はスピンジャンプで上から踏むことで破壊可能。アイテムが入っているブロックもある。アイテムが入っているブロックは破壊不可。
ハテナブロック
表面に「?」マークが描かれたブロック。今作ではクルクルブロックに「?」マークが回転するデザインとなっている。叩くと中からアイテムが現れる。
プンプンブロック
茶色のブロック。アイテムが出た後のブロックはこれになるが、最初からこの状態のブロックもある。リフトのように動き出すものもある。前作までのカラブロックに相当するが、今作では下から叩いて壊すことのできるブロックがなくなった代わりに、Pスイッチを踏むとこのブロックがコインに変化するようになった。
ブルブルブロック
青いブロック。持って投げることができる。前作の白ブロックと同様。
ジャンプブロック
表面に音符が描かれた白色のブロック。上に乗ると高くジャンプできる。
メッセージブロック
スピーカー状のブロック。叩くとヒントメッセージが表示される。
スイッチブロック
表面に「ON」「OFF」と書かれたブロック。リフトの進路などを切り替える。
フライングハテナブロック
羽根の生えたハテナブロック。一方向に飛んでくるものと一定区間を往復するものの2種類がある。マントで横方向から叩くことはできない。
ボーナスブロック
白い星印が描かれた緑色のブロック。コース内で取ったコインの枚数が30枚以上だと、中から1UPキノコが出る。30枚未満の場合はコイン1枚が出る。
ビックリブロック
表面に「!」マークが描かれたブロック。黄・緑・赤・青の4種類がある。初期状態では空中に点線のみが記されているが、特定の場所にある巨大なビックリスイッチを押すことで、スイッチと同じ色の点線が描かれている位置にその色のブロックが出現する。黄色ブロックを叩くとスーパーキノコ、緑ブロックを叩くとマント羽根が出現し、プンプンブロックに変化する。赤・青のブロックは叩いても変化しない。
ブロックを出現させることにより新たな足場が作り出されるため、難易度を低下させることができる。逆にスイッチを1つも押さずにクリアすることも可能である。
三角ブロック
特定の場所の壁と地面に接するように置かれた三角形のブロック。このブロックに向けてダッシュすると壁を登ることができる。ヨッシーに乗っているときはジャンプ台と同じ役割。
トゲ棍棒
トゲの付いた棒で、突然天井から落ちてくるものと床下から突き上がってくるものがある。側面に触れるとダメージを受け、上か下から突き刺さるとパワーアップ状態に関係無く即ミス。砦や城のステージに出現。
ヤリ
先端が尖った丸太のヤリ、側面に触れてもダメージはないが、突き刺さるとダメージを受ける。
大木
砦や城の強制スクロール面で一定のタイミングで天井から落ちてくる。挟まれるとダメージを受ける。
溶岩
落ちるとパワーアップ状態や無敵状態の有無に関係なく即ミスになる。
トゲ
砦や城のステージにある。触れるとダメージを受ける。天井にあって色が若干異なるものは、真下を通ると落下する。
落とし穴
落ちるとパワーアップ状態や無敵状態の有無に関係なく即ミスになる。
動く壁
挟まれるとパワーアップ状態や無敵状態の有無に関係なく即ミスになる。

## ステージ構成
マップ
前作『スーパーマリオブラザーズ3』と同様にマップ画面内に各コースが配置されているが、前作では各ワールドごとに独立したマップ画面となっていたのに対して、本作では複数のワールドが1つの大きなマップに内包されている。「ヨースター島」「バニラドーム」「迷いの森」「魔王クッパの谷」「ネイティブスター」「スペシャルゾーン」は別画面に切り替わるが、これらは全体マップから自由に出入り可能。プレイヤーは現在行くことのできるコースの中から自由に選択することができる。
前作のマップがあらかじめマップ内にすべてのルートが敷き詰められており、各ステージをクリアするごとにそのステージのパネル上を自由に通過できるようになったり、橋が開通したりするなどして行ける範囲が広がっていたが、本作ではステージクリアごとに次のステージへのルートが新たに開通し、徐々に行ける範囲が広がっていくという構成になっている。
マップ上にある円はコースを示しており、マップ上のマリオとルイージを移動して選択する。円が小さければコース全長が短く、大きければ全長が長い傾向にある。円の色が黄色のコースは一本道で、円の色が赤色のコースは通常のゴールのほかに隠しゴールがある。お化け屋敷はマップ上どのステージのものも同じグラフィックだが、一部を除き2つゴールが用意されている。
各ワールドの最後にはコクッパの城があり、原則ここをクリアしないと次のワールドには進めない。
恐竜ランド内の5か所には「スターロード」があり、これを使うと「ネイティブスター」と呼ばれるワールドにワープする。
中間ゲート
コースの途中にある中間ゲートのロープを切ると、ミスするか途中で抜け出したあと再チャレンジする時にその地点から再開できる。また通常のマリオ（ルイージ）の状態で中間ゲートを切るとスーパーマリオ（ルイージ）になる。一部、中間ゲートがないコースもある。
ゴール
今作ではコースのゴールは過去作とは異なり、コースの最後にゲートが設置され、このゴールゲートを通過することによってコースクリアとなるシステムとなった。ゴールゲートではロープが上下に動いており、このロープに触れるとその高さに応じたゴールスターを得ることができる。ロープが一番上の状態で触れるとゴールスター50個がもらえるほか、残り人数が3人増える。ロープに触れずにゴールゲートを通過した場合はゴールスターはもらえないが、ロープがコインに変化し、コイン1枚を獲得する。また、ゲート通過時にロープに触れたか否かを問わず、残りタイム×50点がもらえる。
ゲートよりはるかに高い位置を飛び越えたり、ゲートの下を通過したりすると、ゴールせずにゲートの先に行くことができる。ゲートの先には隠しゴールなどが存在することもある。
アイテムや甲羅などを持ったままゴールした場合は、持っていたものがパワーアップアイテムや1UPキノコなどに変化する。また、ゴール時に画面内に敵キャラクターがいた場合、それらがコインに変わり、敵の数が多いと1UP・3UPになる。ゴールタイムの下2桁（ゾロ目）とゴールスター（所持しているゴールスター）の数（10の位）が同じ場合には1UPする。
ゴールスターの数が100を超えるとコースクリア後にビンゴ形式のボーナスゲームが始まり、揃ったラインの数の分（0〜8個）だけ1UPキノコをもらうことができる。
城や砦では最後に待ち構えるボスを倒した時点で、スイッチの宮殿ではビックリスイッチを踏んだ時点で、沈没船では「？」が描かれた緑色のボールを入手すればクリアとなる。
分岐
ワールドマップ上に赤い円で表されているコースは、通常のゴールのほかに秘密のゴールがある。この場合、通過したゴールによって開通する道が異なる。通常のゴールは前述のとおり基本的にゲート式だが、秘密のゴールは通常のゴールゲートと別にゴールゲートが設けられているものと、カギ穴によるゴールになっているものがある。カギ穴によるゴールの場合は、コース内のどこかにあるカギを探し出し、そのカギをカギ穴まで持ってくるとゴールになる。
再チャレンジ
本作では通常コースは一度クリアした後も繰り返し入ることができるようになった。一度クリアしたコースであれば、コースをプレイ中でもポーズをかけてSELECTボタンを押すことで途中で抜け出し、マップ画面に戻ることが可能となっている。お化け屋敷も一度クリアした後の再チャレンジが可能であるが、城・砦・スイッチの宮殿は一度クリアすると崩壊し再チャレンジできない。
日本国外版ではクリアした後の城や砦でもLボタンとRボタンを同時に押すことによって再チャレンジが可能になっている。

### ステージ名
本作のワールド名は前作までのように「ワールド○」という数字ではなく、地名が使われている（コクッパの城にワールドナンバーは記載されている）。地名の大半には食べ物の名前が含まれている。
ワールド1
ヨースター島
恐竜ランドの南西部にある島。最初はこの島にあるヨッシーの家からスタートする。前半は練習ステージの色合いが強い。最初のコクッパの城のボスはイギー。
『大乱闘スマッシュブラザーズシリーズ』では、『DX』から対戦ステージとして登場している。
かっぱ山
ヨースター島にある小高い山。河童の頭部のような形をしている。頂上には黄色スイッチの宮殿がある。
ワールド2
ドーナツ平野
丸い形の草原の中央に湖が広がりドーナツ状になっている平野。コクッパの城のボスはモートン。ここからマント羽根やコース分岐といった要素が登場し、コースによっては緑スイッチの宮殿やスターロード行きになる秘密のゴールもある。
ワールド3
バニラドーム
恐竜ランド北西部にある凍りついた洞窟。内部にはお化け屋敷や空中面がある。コクッパの城のボスはレミー。コースは途中から下記の「バニラ台地」へと分岐している。エリア内には赤スイッチの宮殿がある。
バニラ台地
「バニラドーム」の上にある広い台地。水が豊かで砦までもが水没している。「バニラドーム」か「バニラ台地」のどちらか一方を突破すれば、ワールド4に繋がる。
ワールド4
チーズブリッジ
「ソーダの湖」をまたぐように架けられた橋の一つ。「バニラドーム」と「せんべい山」を繋いでいる。コースは空中面1つのみ。
バターブリッジ
「チーズブリッジ」よりも高い位置に架けられた橋。「バニラ台地」と「せんべい山」を繋いでいる。なお、この2本の橋の存在により、公式ガイドブックなど攻略本によってはワールド4を総称して「ツインブリッジ」と表記する場合もある。
ソーダの湖
恐竜ランドの水源である湖。中央の小島にはスターロードの3番目の入り口がある。
せんべい山
岩肌が切り立った山。頂上にはコクッパの城がある（ボスはルドウィッグ）。
ワールド5
迷いの森
恐竜ランド東部の樹海。コースを普通にクリアしていくだけでは森を1周して元の場所に戻ってしまうため、突破するためには一部のコースに隠されたゴールを見つける必要がある。なお、必ずしも隠されたゴールを選んだからといって次のステージに進むとは限らず、以前プレイした場所に繋がってしまうこともある。コクッパの城のボスはロイ。エリア内には青スイッチ宮殿がある。
ワールド6
チョコレー島
ごつごつした岩だらけの島。分岐ルートを発見したり、多くのコインを集めたりしないと先に進めない仕組みになっている。コクッパの城のボスはウェンディ。
ワールド7
ラムネ海溝
恐竜ランドの中央部にある深い海。海溝の外れにある沈没船の謎を解くと、「魔王クッパの谷」への入り口が現れる。なお、沈没船は前作『スーパーマリオブラザーズ3』の飛行船の残骸という設定になっている。
魔王クッパの谷
本作の最終ワールドで、恐竜ランドの地底にあるクッパの本拠地。奥地には最後のコクッパの城（ボスはラリー）とクッパ城がある。分岐ルートの中にはクッパ城の裏口があり、ここを通ると開始地点が最後のエリアになり、クッパ戦の直前に中間が存在する。なお、「ドーナツ平野」と「チョコレー島」の隠しルートではこのワールドのマップを経由するが、クッパ城方面への道とは繋がっていない。クッパ城を単体でワールド8と扱う書籍も存在する。
エクストラコース
ネイティブスター
「スターロード」ともいわれる星形の台地。外界とは隔絶されており、恐竜ランドの各地にある5つの入り口と繋がっている。コースをクリアすることで、特別な能力を持った赤・青・黄の3色のヨッシーが仲間になる。次のコースに進むためには、通常のゴールゲートではなく鍵を用いた裏ゴールに入る必要がある。
本作では前作まであった別ワールドへのワープが廃止されたため、このネイティブスターを通りショートカットするのがワープの代替となっている。
スペシャルゾーン
ネイティブスターの5コース目にある隠しゴールに入ることで出現する、高難易度のステージ。画面の上にはスーパーファミコンのロゴマークとSPECIALの文字がある。偶数番目のステージをクリアするとセーブできる。8コースを全てクリアすると、背景の色や一部キャラクターのグラフィックが変わる裏ワールドに変化する。
なお、スペシャルゾーンの第5面は、タイトルのデモ画面の再現と思われる｡
スペシャルゾーンのコース全てのクリア、ゲームボーイアドバンス版では全コースのゴール（スペシャルゾーン・秘密のゴール含む）によって以下の特徴のある裏ワールドが現れる。
- マップ画面の配色が表ワールドと逆（最初は「ヨースター島」「ドーナツ平野」「迷いの森」の地面の色は緑で、「せんべい山」「チョコレー島」の地面の色は茶色になっているが、裏ワールドになると「ヨースター島」などの地面の色が茶色に、「せんべい山」などの地面の色が緑に変わる）。
- ノコノコの甲羅がマリオの顔そっくりになるなど、一部の敵キャラクターのグラフィックが変更されている。さらにノコノコに関しては、色も一部変更されている（青や黄など強い系統が多くなる）。パックンフラワー及びツタはカボチャ、キラーはカラス。
- 一度裏ワールドを出してセーブすると、そのファイル内においてはデータを消去しない限り表ワールドには戻れない。

## 音楽
本作ではコース上のほとんどの音楽が一つのテーマ曲からの変奏になっている。また、コース上でヨッシーに騎乗した際には、BGMにパーカッションパートが加わる（なお、ボーナスステージではヨッシーの有無に関わらずパーカッションパートが入る）。
スペシャルゾーンのマップでしばらく画面を切り替えずにとどまると、初代『スーパーマリオブラザーズ』の音楽のアレンジ版が流れ出す。ただしコースや他のマップ画面に入って画面を切り替えたあとでマップに戻ると通常の音楽に戻る。

## 他機種版
| No. | タイトル                             | 発売日                                    | 対応機種                                       | 開発元             | 発売元 | メディア                                      | 備考                                                                                       |
| --- | ------------------------------------ | ----------------------------------------- | ---------------------------------------------- | ------------------ | ------ | --------------------------------------------- | ------------------------------------------------------------------------------------------ |
| 1   | スーパーマリオワールド               | 1997年9月30日                             | スーパーファミコン                             | 任天堂情報開発本部 | 任天堂 | フラッシュロムカセット （ニンテンドウパワー） |                                                                                            |
| 2   | スーパーマリオアドバンス2            | 2001年12月14日 2002年2月9日 2002年4月12日 | ゲームボーイアドバンス                         | 任天堂情報開発本部 | 任天堂 | 32メガビットロムカセット                      |                                                                                            |
| 3   | スーパーマリオワールド               | 2006年12月2日 2007年2月5日 2007年2月7日   | Wii                                            | 任天堂情報開発本部 | 任天堂 | ダウンロード （バーチャルコンソール）         |                                                                                            |
| 4   | スーパーマリオワールド               | 2013年4月26日 2013年4月27日               | Wii U                                          | 任天堂情報開発本部 | 任天堂 | ダウンロード （バーチャルコンソール）         |                                                                                            |
| 5   | スーパーマリオワールド               | 2016年3月3日 2016年3月4日                 | Newニンテンドー3DS                             | 任天堂情報開発本部 | 任天堂 | ダウンロード （バーチャルコンソール）         |                                                                                            |
| 6   | スーパーマリオワールド               | 2017年9月29日 2017年10月5日               | -ニンテンドークラシックミニ スーパーファミコン | 任天堂             | 任天堂 | 内蔵ソフト                                    | スーパーファミコン版の移植                                                                 |
| 7   | スーパーファミコン Nintendo Classics | 2019年9月6日                              | Nintendo Switch                                | 任天堂             | 任天堂 | ダウンロード                                  | 2022年3月31日に『スーパーマリオワールド 気分一新！イメチェンバージョン』という特別版が配信 |

## 開発

### スタッフ
- トータル・ディレクター：手塚卓志
- マップ・ディレクター：紺野秀樹
- コース・ディレクター：江口勝也
- プログラム・ディレクター：中郷俊彦
- プレイヤー・アンド・システム・プログラマー：岩脇敏夫
- オブジェクト・プログラマー：森田和明
- バック・グラウンド・プログラマー：笠松栄弘、高倉辰徳
- マップ・プログラマー：西山達夫
- コース・エディター：野本佳裕、能登英司、高畑悟
- C.G.デザイナー：日野重文
- サウンド・コンポーザー：近藤浩治
- スペシャル・サンクス：小田部羊一、酒井康裕、吉村美枝、角井博信、加藤圭三、清水隆雄
- プロデューサー：宮本茂
- エグゼクティブ・プロデューサー：山内溥

## 評価
- ゲーム誌『ファミコン通信』の「クロスレビュー」では、8・9・9・8の合計34点（満40点）でゴールド殿堂入りを獲得[7]、レビュアーの意見としては「ゲームのシステム的には進歩がない」、「このゲームが日本製であることを誇りに思う」、「基本のおもしろさは損なわず、楽しいアイデア3倍って感じ」、「むかしの『マリオ』とくらべると非常にややこしくなってしまう」などと評されている[10]。

- ゲーム誌『ファミリーコンピュータMagazine』の読者投票による「ゲーム通信簿」での評価は以下の通り25.76点（満30点）[1]。この得点はスーパーファミコン全ソフトの中で7位（323本中、1993年時点）となっている[1]。その他、『SUPER FAMICOM Magazine』1993年8月情報号特別付録の「スーパーファミコンオールカタログ'93」巻末に収録されている「部門別ベスト30」では、総合評価7位、キャラクタ4位、音楽・効果音8位、操作性9位、熱中度5位、お買い得度17位、オリジナリティ9位を獲得している[9]

| 項目 | キャラクタ | 音楽 | 操作性 | 熱中度 | お買得度 | オリジナリティ | 総合  |
| 得点 | 4.70       | 4.40 | 4.10   | 4.49   | 3.85     | 4.23           | 25.76 |

Wiiバーチャルコンソール版は、2011年（平成23年）8月時点で『みんなのニンテンドーチャンネル』内の「みんなのおすすめ」でブロンズランク（おすすめ度80-85%）を獲得している。

### 売上
全世界でのスーパーファミコン用ソフト販売本数で歴代1位の累計約2061万本を記録し、日本国内では『スーパーマリオカート』（382万本）に次いで第2位となる約355万本が販売された。

## 関連作品

### サウンドトラック
『スーパーマリオワールド』(音楽アルバム)
総合プロデュースにすぎやまこういち、音楽プロデュースに渡辺貞夫を迎えて本作のCDが製作され、1991年に発売された。ディスク1には渡辺が『スーパーマリオワールド』のBGMをアレンジした作品を収録。ディスク2は「スーパーマリオ大百科」と題して『スーパーマリオブラザーズ』（1）・『スーパーマリオブラザーズ2』・『スーパーマリオブラザーズ3』・『スーパーマリオワールド』のオリジナルBGMと効果音が収録されている。スペシャルゾーンのBGMでは、極めて長いオリジナルのフレーズのループ（関東電気保安協会のCMで使用された）が流れた後に『1』および『2』で使用された地上BGMのリメイク版が流れる｡
- 発売日：1995年2月17日 / レーベル：WEA Japan / CD：規格品番 WPCL-233〜4、カセット：規格品番 WPTL-233〜4
- GEプロデューサー: すぎやまこういち、音楽プロデューサー: 渡辺貞夫、編曲: 野力奏一、原曲：近藤浩治
- 演奏：渡辺貞夫(Sax.)、野力奏一(Key.)、松木恒秀(Gt.)、梶原順(E.Gt.)、高水健司(E.Ba)、渡嘉敷祐一(Dr.)、浜口茂外也(Perc.)、鳥山敬治(Syn.)

| #         | タイトル                     | 作詞  | 作曲・編曲 | 時間 |
| --------- | ---------------------------- | ----- | ---------- | ---- |
| 1.        | 「Welcome to Mario World」   |       |            | 5:20 |
| 2.        | 「Super Mario World」        |       |            | 5:11 |
| 3.        | 「Morning of Yoster Island」 |       |            | 4:41 |
| 4.        | 「Mario! Stay Alert!」       |       |            | 4:59 |
| 5.        | 「Thank You, Mario!」        |       |            | 5:38 |
| 6.        | 「Super Mario Bros.」        |       |            | 4:24 |
| 7.        | 「Shining Coral」            |       |            | 3:08 |
| 8.        | 「Go! Go! Raccoon Mario」    |       |            | 5:06 |
| 9.        | 「Mario Club Band」          |       |            | 1:29 |
| 10.       | 「Peaceful Kinoko-World」    |       |            | 5:33 |
| 11.       | 「Good Night, Mario」        |       |            | 1:14 |
| 合計時間: | 合計時間:                    | 46:43 |            |      |
| #   | タイトル                                      | 作詞 | 作曲・編曲 | 時間 |
| --- | --------------------------------------------- | ---- | ---------- | ---- |
| 1.  | 「スーパーマリオブラザーズ▼地上BGM」          |      |            | 1:41 |
| 2.  | 「地下BGM」                                   |      |            | 0:36 |
| 3.  | 「水中BGM」                                   |      |            | 1:01 |
| 4.  | 「城BGM」                                     |      |            | 0:27 |
| 5.  | 「無敵BGM」                                   |      |            | 0:21 |
| 6.  | 「コースクリア ファンファーレ」               |      |            | 0:07 |
| 7.  | 「ワールドクリア ファンファーレ」             |      |            | 0:08 |
| 8.  | 「タイムアップ警告音」                        |      |            | 0:05 |
| 9.  | 「プレイヤーダウン」                          |      |            | 0:04 |
| 10. | 「ゲームオーバー」                            |      |            | 0:06 |
| 11. | 「エンディング」                              |      |            | 0:29 |
| 12. | 「業務用マリオ 名前入れ」                     |      |            | 0:30 |
| 13. | 「スーパーマリオブラザーズ2▼エンディング」    |      |            | 1:02 |
| 14. | 「スーパーマリオブラザーズ3▼マップ1ワールド」 |      |            | 0:39 |
| 15. | 「マップ2ワールド」                           |      |            | 0:27 |
| 16. | 「マップ3ワールド」                           |      |            | 0:37 |
| 17. | 「マップ4ワールド」                           |      |            | 0:42 |
| 18. | 「マップ5ワールド」                           |      |            | 0:30 |
| 19. | 「マップ5ワールドの空」                       |      |            | 0:31 |
| 20. | 「マップ6ワールド」                           |      |            | 0:26 |
| 21. | 「マップ7ワールド」                           |      |            | 0:28 |
| 22. | 「マップ8ワールド」                           |      |            | 0:29 |
| 23. | 「笛の音＋ワープマップ」                      |      |            | 0:22 |
| 24. | 「地上BGM」                                   |      |            | 0:55 |
| 25. | 「アスレチックBGM」                           |      |            | 1:01 |
| 26. | 「地下BGM」                                   |      |            | 0:47 |
| 27. | 「水中BGM」                                   |      |            | 0:59 |
| 28. | 「砦BGM」                                     |      |            | 0:45 |
| 29. | 「王様の部屋」                                |      |            | 0:24 |
| 30. | 「飛行船BGM」                                 |      |            | 1:08 |
| 31. | 「無敵BGM」                                   |      |            | 0:25 |
| 32. | 「敵バトル」                                  |      |            | 0:41 |
| 33. | 「砦のボス」                                  |      |            | 0:49 |
| 34. | 「魔王クッパ」                                |      |            | 0:48 |
| 35. | 「キノピオの家」                              |      |            | 0:34 |
| 36. | 「スロット面BGM」                             |      |            | 0:18 |
| 37. | 「オルゴール」                                |      |            | 0:42 |
| 38. | 「コースクリア ファンファーレ」               |      |            | 0:06 |
| 39. | 「花火クリア ファンファーレ」                 |      |            | 0:06 |
| 40. | 「ワールドクリア ファンファーレ」             |      |            | 0:09 |
| 41. | 「プレイヤーダウン」                          |      |            | 0:06 |
| 42. | 「ゲームオーバー」                            |      |            | 0:06 |
| 43. | 「エンディング」                              |      |            | 1:56 |
| 44. | 「スーパーマリオワールド▼タイトルBGM」        |      |            | 1:01 |
| 45. | 「MAP1（ヨースター島）」                      |      |            | 0:32 |
| 46. | 「MAP2（地上）」                              |      |            | 0:38 |
| 47. | 「MAP3（バニラドーム）」                      |      |            | 0:47 |
| 48. | 「MAP4（ネイティブスター）」                  |      |            | 0:33 |
| 49. | 「MAP5（迷いの森）」                          |      |            | 0:42 |
| 50. | 「クッパ城出現」                              |      |            | 0:09 |
| 51. | 「MAP6（クッパ城）」                          |      |            | 0:36 |
| 52. | 「MAP7（スペシャル）」                        |      |            | 2:15 |
| 53. | 「地上BGM」                                   |      |            | 1:32 |
| 54. | 「アスレチックBGM」                           |      |            | 1:26 |
| 55. | 「地下BGM」                                   |      |            | 1:33 |
| 56. | 「水中BGM」                                   |      |            | 1:48 |
| 57. | 「お化け屋敷BGM」                             |      |            | 1:44 |
| 58. | 「お城BGM」                                   |      |            | 2:09 |
| 59. | 「スイッチBGM」                               |      |            | 0:20 |
| 60. | 「無敵BGM」                                   |      |            | 0:23 |
| 61. | 「ボーナス面BGM」                             |      |            | 0:56 |
| 62. | 「ボーナス面 クリアファンファーレ」           |      |            | 0:05 |
| 63. | 「コクッパBGM」                               |      |            | 1:06 |
| 64. | 「コクッパ城クリアデモ 卵を助けた時」         |      |            | 0:06 |
| 65. | 「コクッパ城クリアデモ BGM」                  |      |            | 0:15 |
| 66. | 「コースクリア ファンファーレ」               |      |            | 0:09 |
| 67. | 「お城クリア ファンファーレ」                 |      |            | 0:10 |
| 68. | 「プレイヤーダウン」                          |      |            | 0:05 |
| 69. | 「ゲームオーバー」                            |      |            | 0:08 |
| 70. | 「魔王クッパBGM」                             |      |            | 1:21 |
| 71. | 「ピーチ姫を助けた時」                        |      |            | 0:18 |
| 72. | 「エンディング」                              |      |            | 4:10 |
| #         | タイトル | 作詞  | 作曲・編曲 | 時間 |
| --------- | --- | ----- | ---------- | ---- |
| 73.       | 「スーパーマリオブラザーズ▼小マリオ ジャンプ〜大マリオ ジャンプ〜大マリオ・ファイアマリオに変身した時〜小マリオになった時〜ファイアボール」 |       |            | 0:13 |
| 74.       | 「カメを踏んだ時〜カメを蹴った時〜壁に当たった時〜コイン〜花・キノコが出た時」                                                              |       |            | 0:12 |
| 75.       | 「ツルがのびる時〜レンガがくずれる時〜1UP音〜旗の得点が上がる時〜タイマーカウントアップ音」                                                 |       |            | 0:15 |
| 76.       | 「大砲の音〜クッパが火を吹く音〜クッパが落ちる音」                                                                                          |       |            | 0:08 |
| 77.       | 「スーパーマリオブラザーズ2▼風の音〜スリップ音」                                                                                            |       |            | 0:09 |
| 78.       | 「スーパーマリオブラザーズ3▼シッポ振る時〜カエルジャンプ〜シッポマリオに変身〜服が取れる時〜マリオが手をひろげて走る時」                    |       |            | 0:14 |
| 79.       | 「マップで星が集結する時〜マップ移動音〜パネルうらがえる音〜アイテム正解音〜アイテム不正解音」                                              |       |            | 0:12 |
| 80.       | 「ワイプ音〜ブーメランの飛ぶ音〜コクッパのビーム音〜コクッパまわる音〜コクッパが飛ぶ音」                                                    |       |            | 0:15 |
| 81.       | 「魔王クッパが落ちる時」 |       |            | 0:06 |
| 82.       | 「スーパーマリオワールド▼ジャンプ～クルクルジャンプ～ジャンプ台で飛んだ時～大マリオ・ファイアマリオに変身～マントマリオに変身」             |       |            | 0:14 |
| 83.       | 「小マリオになった時～上の枠内にアイテムがセットされた時～上の枠からアイテムがおちる時～泳ぐ時～マントで上昇する時」                        |       |            | 0:13 |
| 84.       | 「風船を取った時～タマゴ割れる時～ヨッシーに乗る時～ヨッシーをたたく時～ヨッシーが物をのみこむ時」                                          |       |            | 0:13 |
| 85.       | 「ヨッシーの色が変わる時〜ヨッシーが敵に当たった時〜ヨッシーが火を吹く時〜黄ヨッシーが踏む音〜ファイアボール」                              |       |            | 0:12 |
| 86.       | 「カメを踏んだ時〜クルクルジャンプで敵を踏んだ時〜ホネガメ踏んだ時〜コクッパ踏んだ時〜カメを蹴った時」                                      |       |            | 0:12 |
| 87.       | 「カメとカメが当たった時〜壁にあたった時〜コイン〜花・キノコが出た時」                                                                      |       |            | 0:11 |
| 88.       | 「ツルがのびる時〜ブロックくずれる音〜1UP音〜ゲートを切った時〜スイッチ踏んだ時」                                                           |       |            | 0:13 |
| 89.       | 「スイッチのタイマーが切れる時〜メッセージウィンドゥが出る時〜L・Rボタン音〜TIMER精算音〜ドア開く音」                                       |       |            | 0:17 |
| 90.       | 「ドアを閉じる音〜鍵をさし込んだ時〜GOALワイプ〜魔法ビーム音〜溶岩バブルが出る時」                                                          |       |            | 0:14 |
| 91.       | 「溶岩のドラゴンが飛び出す時〜ロープリフトが動いている時〜コウモリが飛びたつ時〜ブルが口笛吹く時〜風船割れる音」                            |       |            | 0:12 |
| 92.       | 「マップの道 出現〜マップのポイント通過音〜マップ中 スイッチの魔法が切れる時〜マップ中 小クッパ城崩れる音」                                 |       |            | 0:15 |
| 93.       | 「地震の音〜導火線の音〜デモ中 城が崩れる音〜ボーナス面 不正解音〜ウェンディ 正解音」                                                       |       |            | 0:17 |
| 94.       | 「コクッパが上から落ちる音〜コクッパが球を吐く時〜コクッパが火の中に落ちる音〜コクッパやられて消える音〜魔王クッパが逃げる時」              |       |            | 0:20 |
| 95.       | 「コクッパが上から落ちる音〜コクッパが球を吐く時〜コクッパが火の中に落ちる音〜コクッパやられて消える音〜魔王クッパが逃げる時」              |       |            | 0:21 |
| 96.       | 「花火の音」 |       |            | 0:04 |
| 合計時間: | 合計時間: | 56:42 |            |      |

## スーパーマリオアドバンス2
『スーパーマリオアドバンス2』（英: SUPER MARIO WORLD: SUPER MARIO ADVANCE 2）は、2001年（平成13年）に任天堂より発売されたゲームボーイアドバンス用ゲームソフト。『スーパーマリオワールド』の移植作で、パッケージには、副題『スーパーマリオワールド+マリオブラザーズ』が記載されている。収録されているリメイク版では、スーパーファミコン版と異なる点がある。ここではその相違点を列挙する。

### システム面
- 完全な1人用ゲームになった。これに伴い、ルイージが「2人プレイ用の色違いマリオ」ではなく「マリオと違う能力を持つキャラクター」になり、ルイージの性能が『スーパーマリオUSA』に準じたものになった。マップ画面でRボタンを押すことでマリオとルイージを交代できる。
- 敵を倒した際の得点が一部変更。
- ステージの構造上クリアするためにヨッシーを置いていく必要がある「バニラドームのコース2」「おたのしみコース2」では、構造は変わっていないが、ステージに入る前にヨッシーに乗っていれば、ヨッシーから降りてもクリアした場合に限りヨッシーがそのまま残っている（ミスすると戻ってこない）。
- 赤い果物を10個食べると産むアイテムがヨッシーの色によって区別されるようになった。緑の時はスーパーキノコ、赤の時はファイアフラワー、青の時はマント羽根、黄色の時はスーパースターを産む。スーパーファミコン（SFC）版ではスーパーキノコのみ。
- ボタン数の関係から、Yで物を持ちながらXでファイアボールを投げたり、2つの物を持つなどのアクションができなくなった。
- ファイアマリオ（ルイージ）かマントマリオ（ルイージ）でダメージを受けた時、スーパーマリオ（ルイージ）に戻るようになり、その際に枠内のアイテムが自動的に降ってこなくなった（スーパーマリオ（ルイージ）でダメージを受けた時はこれまで通り自動的に降ってくる）。
- マップ中またはステージ中にスタートボタンを押すことでいつでもセーブできるようになり、残機数・得点・マリオとルイージの状態などもセーブできるようになった。
- マリオ（ルイージ）の残り人数が999まで増やせるようになった（SFC版では99まで）。
- 一度クリアした城と砦はエンディング後に再挑戦できるようになった。
- 中間ゲートのなかった一部のコースに中間ゲートが新たに設置され、途中からやり直すことができるようになった。
- 1つのコースでドラゴンコインを5枚以上獲得してコースをクリアすると成績画面にその印が付く（クリアする前にミスになると無効）。従来はドラゴンコインの無かったコースにも配置されている。全てのコースに印を付けると隠し画面が現れ、以降ドラゴンコインのあった場所にピーチコインが設置される（ピーチコインの効果はドラゴンコインと同じだが、印は付かない）。
- 1つのコースでドラゴンコインを5枚以上取ってクリアし、成績画面に印を付けると、以降全てのコースに印を付けるまではそのコースにドラゴンコインは出てこなくなる。
- クリア時の1秒ごとのタイムボーナスのスコアの加算が変更され、通常・秘密コースは50点、砦とアトミックテレサのいるコースは100点、城のコースは200点になり、クッパ城にもタイムボーナスがついて500点もらえるようになった。
- ヨッシーの口に含める敵が増えており、一部食べられる敵の効果などが変化している。ルイージが乗っている場合はノコノコ以外でも短いながらも口に含むことができる。カギなどの食べ物ではないものは、長時間口にほおばる事が可能。
- 3色ヨッシーをスターロードで一度大人にすれば、スターロード以外のコースでも出現するようになった。ファイアマリオ（ルイージ）の場合は赤ヨッシーが、マントマリオ（ルイージ）の場合は青ヨッシーが必ず出現する。
- ヨッシーの翼を取っても、青ヨッシーに変化しなくなった（ヨッシーに翼が付くのみ）。
- クッパ戦でもタイムなどが表示されるため、時間制限がある（城内攻略時の残時間を引き継ぐ）。
- 初めてクッパを倒すまでの累計タイム（マップ画面、イベントシーンは含めない）が記録される。
- スペシャルゾーンに限り、各コース内で獲得したスコアの最高値が記録される（記録するには、すべてのスペシャルコースをクリアする必要がある）。
- スペシャルゾーンのコース名に数字が入っている（例としてSFC版ではスペシャルゾーンの最初の2つのコースの名前はどちらも「おたのしみコース」だったが、GBA版ではそれぞれ「おたのしみコース1」「おたのしみコース2」となっている）。
- スターロードの表記がより具体的になった（「ドーナツ平野 スターロードへ」のように地名が追加）。
- 一度クリアしたコースを途中で抜け出すときは、ポーズをかけて「モドル」を選択する方式に変更された。
- 裏ワールドになる条件が「ゲームクリア・全コースと全秘密のゴールをクリアすること」に変更された（SFC版では「スペシャルゾーンを全部クリアすること」が条件だった）。
- 豆の木等でBボタンを押しながら登っていくと、速く登れるアクションが追加された。
- 敵キャラクターの「K.K.」をスピンジャンプで倒せるようになった。
- スペシャルコースの「チャンピオンシップのコース2」にある、タイムが増える木の実の数が増えている（SFC版の海外仕様と同じ）。
- 全てのゴールを発見した後、セレクトボタンで成績画面を開いてコースを選ぶ事で、そのコースまで瞬時に移動できるようになった。

### 演出面
- マリオとルイージとアトミックテレサのボイスが追加された。マリオ又はルイージはコースに入る、ミスをする、パワーアップアイテムをゲットするたびに発声される。アトミックテレサはマリオ又はルイージに襲い掛かる時に発声される。
- ミス時のBGMが変更され、SFC版（ハ長調）よりやや高めにアレンジされたBGM（ヘ長調）になる。
- ドラゴンコインを取った時の音が変更されている。なお、この音は『New スーパーマリオブラザーズ』でのスターコイン取得音に引き継がれた。
- 風船マリオ（ルイージ）の時、BGMがゆっくりになる。
- タイトル画面で流れるプレイデモが終わると、BGMも終わって最初の部分からになる（データセレクト画面に入った場合のみ最後まで流れるようになっている）。
- ピーチ姫のグラフィックが変更されている。
- ルイージのグラフィックが変更され、マリオと見分けがつきやすくなった。なお、日本国外版『スーパーマリオコレクション』に収録されたバージョンのものとは異なる。
- ステージ「ドーナツ平野 コース1」の中腹の土管から入るボーナスエリアでは、コインの総数が600に増えており、取ったコインの数をカウントダウン形式で示すカウンターが画面左下に表示されるようになった。このエリアのコインを全て取るとボーナスとして3UPする。
- ステージ「ドーナツ平野の裏道」のマップ画面のグラフィックが追加されている。
- 裏ワールドではサンボやクリボンの姿も変化する。
- ボーナスゲームでビンゴが1列も揃わなかった場合、マリオ（ルイージ）がポーズを取らずに落ち込む演出に変更された。
- ゲーム起動時のオープニングが追加された。
- エンディングが少し変更された（「THE END」画面やSFC版の敵キャラクター紹介画面には無かったカメックの追加など）。
- 初めて遊ぶ時のオープニングが変更された（SFC版の場合メッセージが出るまでの間マリオが操作可能だが、GBA版の場合できない）。
- メッセージが一部変更された。
- 敵を踏み続けるなどで連続して1UP、2UP、5UPを成功させ、かつトータルで10UP以上すれば、その所作終了後にトータルでUPした数が表示される（トータル100UP以上の場合「100UP!」と表示）。
- ゴールゲートの向こう側にヨッシーがいる場合、SFC版ではゴール後にヨッシーを無視して通り過ぎるが、GBA版ではヨッシーに近づくと自動的に飛び乗る。
- SFC版ではルイージを「ルイジ」と表記していた箇所が、GBA版では「ルイージ」に修正されている。
- ヨッシーがカギを口に含んだ後、ヨッシーに乗ったままカギ穴に刺した場合、SFC版ではカギを吐く事ができたがGBA版ではできなくなっている。
- すべてのステージをクリアして裏ワールドに行くと、メッセージブロックの表記が微妙に変化する。例えば「ドーナツ平野のお化け屋敷」では、クリア前は「無事にここから生きて出られるかな?」でメッセージが終わっているが、裏ワールドに突入すると「ここから生きて出られた奴は居ない…ハズ?」との表記に変更される。

### 日本国外GBA版との違い
- すべてのステージを初めてクリアした時に流れるBGMが海外版では異なる（『スーパーマリオブラザーズ』のゴールBGMのアレンジが加わっている）。

### 他機種版
| No. | タイトル                                      | 発売日                                    | 対応機種        | 開発元             | 発売元 | メディア                              | 備考 | 出典                        |
| --- | --------------------------------------------- | ----------------------------------------- | --------------- | ------------------ | ------ | ------------------------------------- | ---- | --------------------------- |
| 1   | スーパーマリオアドバンス2                     | 2014年4月3日 2014年12月25日 2016年3月10日 | Wii U           | 任天堂情報開発本部 | 任天堂 | ダウンロード （バーチャルコンソール） | -    | -                           |
| 2   | ゲームボーイアドバンス Nintendo Switch Online | 2023年5月26日                             | Nintendo Switch | 任天堂             | 任天堂 | ダウンロード                          | -    | [ 18 ] [ 19 ] [ 20 ] [ 21 ] |

### 広告
CMにはファッションモデルのティアラが出演した。

### スタッフ
- ディレクター：木村浩之
- マップ・ディレクター：山村康久
- スーパーバイザー：手塚卓志、中郷俊彦
- プログラム：副島康成、能登英司、幸田清、中西桂剛、TOSHINORI KAWAI、YOSHIFUMI MORI
- グラフィック・デザイン： 富田絵美
- サウンド：井田康、鈴木太樹
- テクニカル・サポート：池端良仁
- スペシャル・サンクス：杉山直、オリジナルSMWスタッフ、スーパーマリオクラブ、SRD
- プロデューサー：宮本茂
- エグゼクティブ・プロデューサー：山内溥

### 評価
ゲーム誌『ファミ通』の「クロスレビュー」では合計34点（満40点）でゴールド殿堂入りを獲得している。

## 派生作品
OVA『スーパーマリオワールド マリオとヨッシーの冒険ランド』
1991年にバンダイから、同社が展開していた幼児向け知育玩具「てれびっこ」対応のVHSビデオソフトとして、『スーパーマリオワールド』の物語を30分のアニメにまとめたOVAが発売された。てれびっこ本体をテレビと接続することでマリオ達が出題するクイズに参加できる。マリオとルイージの声優は、以前の劇場版アニメ『スーパーマリオブラザーズ ピーチ姫救出大作戦!』と同じく、マリオを古谷徹、ルイージを水島裕が演じている。ただしキャラクターデザインや設定などは劇場版よりもゲーム版に近くなっており、マリオとルイージの話し方、一人称も異なっていた。
なお、てれびっこの機器が無くても、普通のアニメビデオとして観賞が可能である。
キャスト
- マリオ - 古谷徹
- ルイージ - 水島裕
- ヨッシー - 坂本千夏
- 赤ヨッシー - 大谷育江
- 黄色ヨッシー、ハナチャン - 林玉緒
- ピーチ姫 - 山本百合子
- カメック、カロン - 茶風林
- イギー - 鈴木勝美
- ウェンディ - ならはしみき
- ロイ - 菅原正志
- クッパ大王 - 渡部猛

「キリンレモン」のテレビCM
1991年に放送された炭酸飲料「キリンレモン」（キリンビバレッジ）のテレビCMは、田中律子扮するマリオがヨッシーと共に本作風の世界を冒険する内容だった。

## 関連書籍
- オール・ザット・スーパーマリオワールド（スターリング）